# Анна Браніцька
Анна Браніцька герба Гриф (пол. Anna Branicka; *бл. 1561 / 1567, Краків — †9 січня 1639) — польська шляхтичка.
- Дочка Ґжеґожа та Катажини з Котвичів Браніцьких, дружина Себастьяна Любомирського з 1581 року, мати краківського воєводи Станіслава Любомирського. Заснувала домініканський монастир у Кракові з костелом Богоматері Сніжної[2][3].
- Щороку на 10 діб усамітнювалась у фундованому монастирі домініканок.
- Передсмертним її бажанням було прохання поховати в одязі монашки.
- Діти:
  - Станіслав Любомирський (1583 — 17 червня 1649) — воєвода руський і краківський, князь Священної Римської імперії (1647).
  - Йоахім Любомирський.
  - Катажина Любомирська (?-1611).
  - Зофія Любомирська.
  - Барбара Любомирська.
  - Кристина Любомирська — дружина великого коронного гетьмана Станіслава Конєцпольського.[4]